# Comtat de Klickitat
El comtat de Klickitat és un comtat dels Estats Units a l'estat de Washington. Segons el cens del 2020 la població era de 22.735 habitants. La seu del comtat i la ciutat més poblada és Goldendale. El comtat rep el nom de la tribu Klickitat.
El comtat de Klickitat es va crear a partir del comtat de Walla Walla el 20 de desembre de 1859.
Segons l'Oficina del Cens dels Estats Units el comtat té una superfície total de 1,904 milles quadrades (4,930 km2), dels quals 1,871 milles quadrades (4,850 km2) son terra ferma i 33 milles quadrades (85 km2) (1,7%) son cobertes per les aigües.

## Demografia

### Cens de l'any 2000
Segons el cens del 2000 hi vivien 19.161 persones, hi havia 7.473 llars i 5.305 famílies que vivien al comtat. La densitat de població era de 10 habitants per milla quadrada (4 hab./km 2). Hi havia 8.633 unitats d'habitatge amb una densitat mitjana de 5 per milla quadrada (2 hab./km²). La composició racial del comtat era 87,56% blancs, 0,27% negres o afroamericans, 3,47% nadius americans, 0,73% asiàtics, 0,21% illencs del Pacífic, 5,02% d'altres races i 2,75% de dues o més races. El 7,81% de la població eren hispans o llatins de qualsevol raça. El 17,7% eren d'ascendència alemanya, el 14,0% dels Estats Units o nord-americà, l'11,1% d'anglesa i el 9,6% d'ascendència irlandesa. El 90,3% parlava anglès i un 7,8% espanyol com a primera llengua.
Dels 7.473 habitatges en un 32,30% hi vivien nens de menys de 18 anys, en un 57,70% hi vivien parelles casades, en un 9,10% dones solteres i en un 29,00% no eren unitats familiars. En el 23,80% dels habitatges hi vivien persones soles el 9,00% de les quals corresponien a persones de 65 anys o més vivint-hi soles. El nombre mitjà de persones vivint en cada habitatge era de 2,54 i el nombre mitjà de persones que vivien en cada família era de 2,99.
La distribució per classes d'edat era d'un 27,10% menors de 18, un 6,50% de 18 a 24, un 25.70% de 25 a 44, un 27.00% de 45 a 64, i un 13.80% de més de 64 anys. L'edat mediana era de 40 anys. Per cada 100 dones hi havia 99.50 homes. Per cada 100 dones de 18 o més, hi havia 98,80 homes.
Al comtat els ingressos medians per habitatge foren de $34,267, i els ingressos medians familiars foren de $40.414. Els homes tenien un ingrés medià de $36.067 en comparació als $21,922 per a les dones. La renda per capita del comtat fou de $16.502. Al voltant del 12,60% de les famílies i el 17,00% de la població eren per sota del Llindar de pobresa, d'aquests un 22,50% corresponien a menors de 18 i un 15,10% per als majors de 64.

### Cens del 2010
D'acord al cens del 2010 hi havia 20.318 habitants, 8.327 households, and 5.626 families vivint al comtat. La densitat de població era de 10.9 habitants per milla quadrada (4.2/km2). Hi havia 9.786 llars amb una densitat mitjana de 5.2 per milles quadrades (2.0/km2). El perfil racial del comtat era d'un 87,7% blancs, 2,4% nadius americans, 0,6% asiàtics, 0,2% negres o afroamericans, 0,1% illencs pacífics, 5,6% d'altres races, i un 3,3% de més d'una raça. Els d'ascendents hispans o llatins 10,7% de la població.
De les 8.327 llars, 27,6% tenien menors de 18 anys vivint-hi, el 54,5% eren parelles casades vivint juntes, el 8,5% eren ocupades per mares sense parella vivint, 32,4% no eren famílies; i en un 26,4% de les llars hi vivia una sola persona. La mida mitjana de les llars era de 2,42 i la mida familiar mitjana era de 2,88. La mediana d'edat era de 45,3 anys.
Els ingressos medians de les llars eren de $37.398 i els ingressos medians familiars eren de $46.012. Els homes tenien uns ingressos medians de $43.588 versus el $31.114 per a les dones. El ingressos medians per capita fou de $21.553. A l'entorn del 13,7% de les famílies i el 19,5% de la població era per davall del llindar de pobresa, incloent un 33,9% dels menors de 18 i un 9,4% de més de 64 anys.

## Localitats

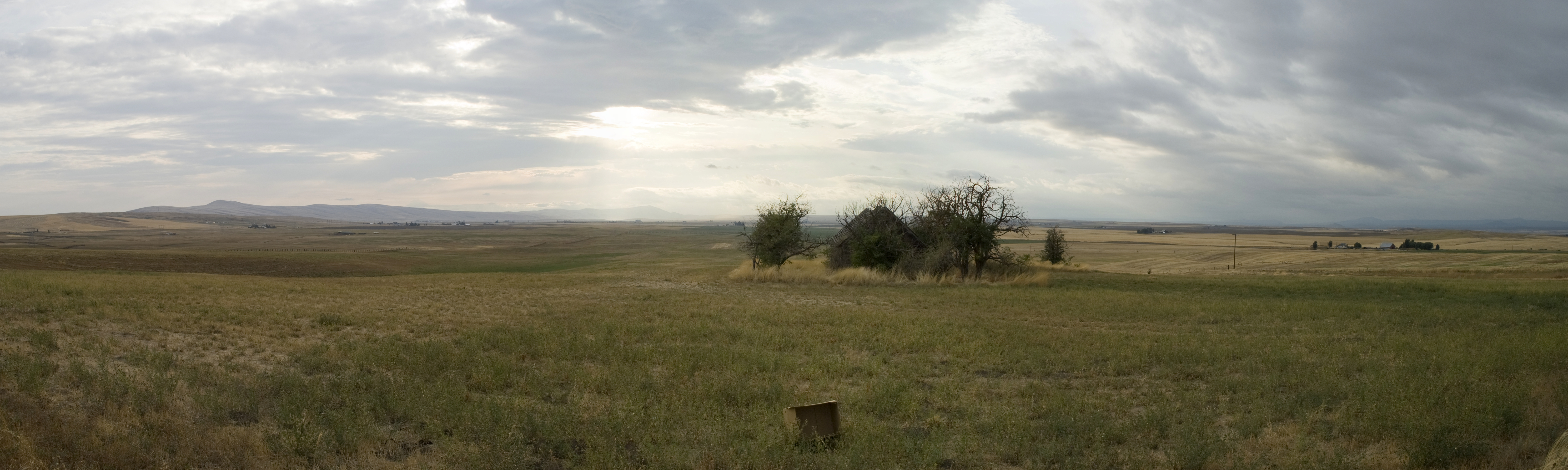
La vall de Klickitat

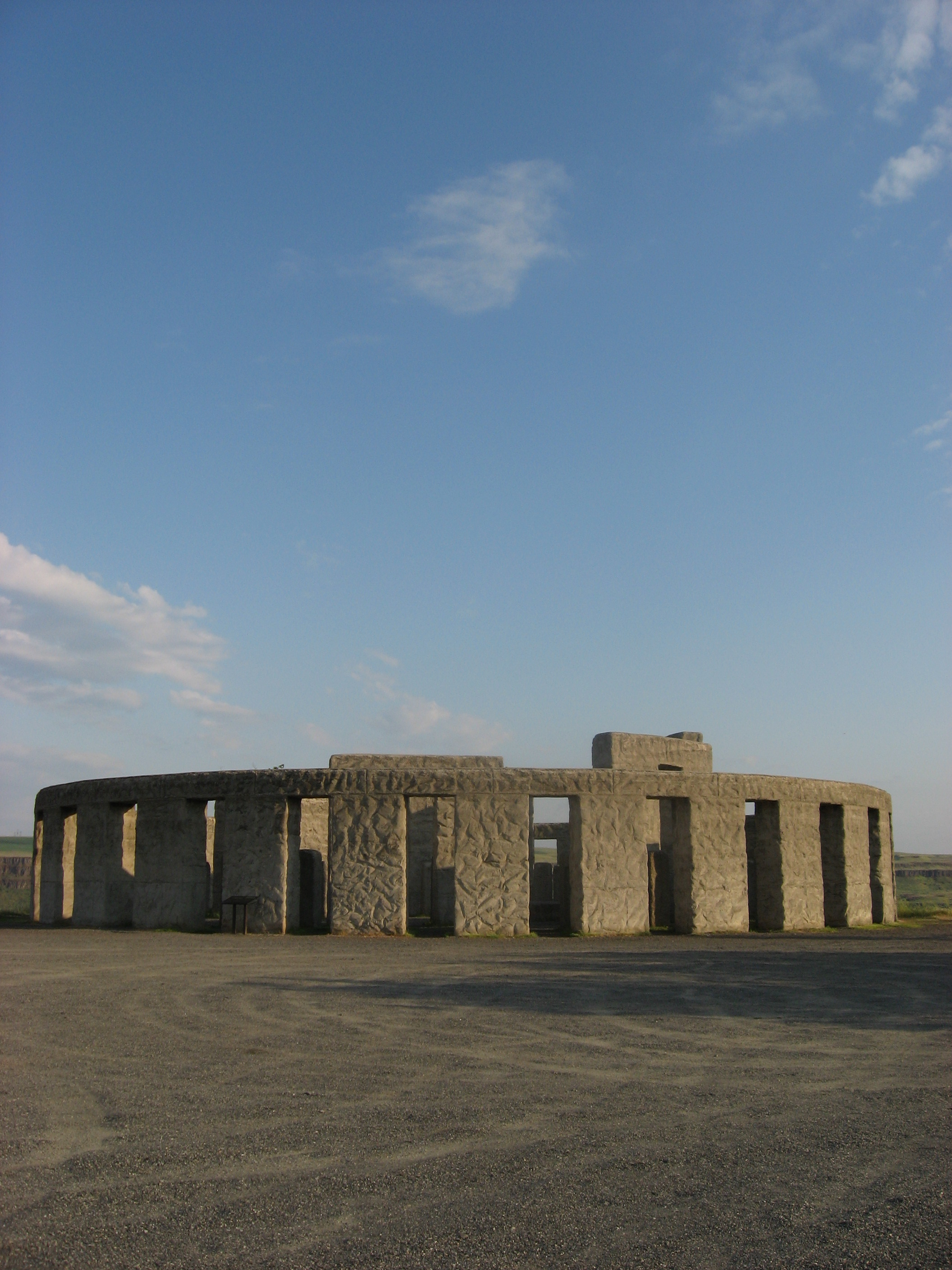
Una rèplica de Stonehenge construïda per Samuel Hill com a monument als homes locals morts a la Primera Guerra Mundial anomenada Maryhill Stonehenge.

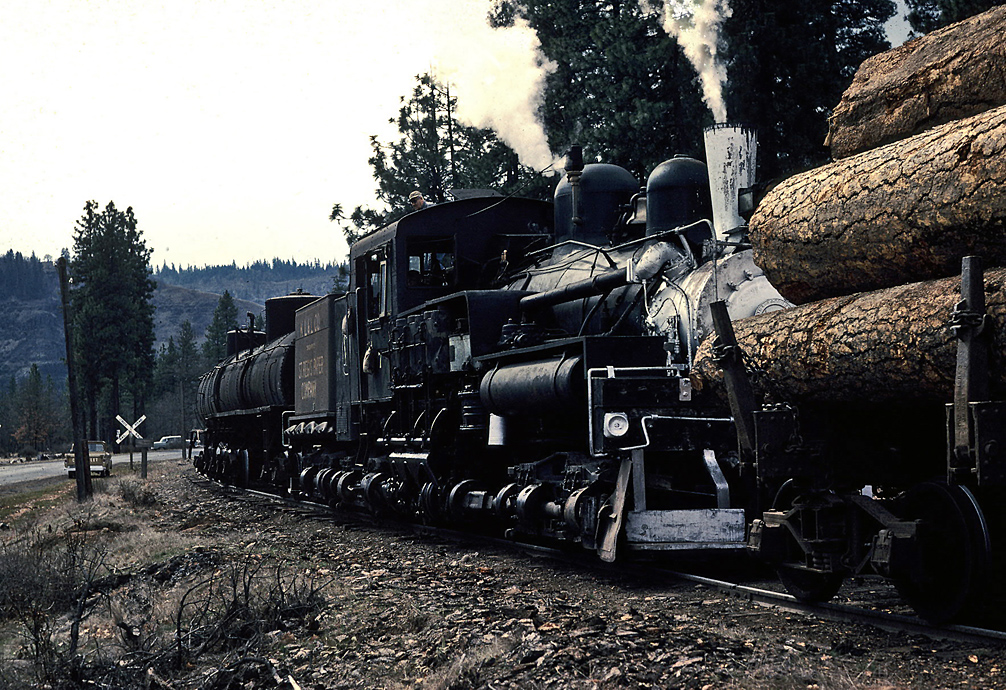
Klickitat Log & Lumber Train Switching, 1964

Ciutats
- Bingen
- Goldendale (seu del comtat)
- White Salmon

Llocs designats pel cens
- Bickleton
- Centerville
- Dallesport
- Glenwood
- Klickitat
- Lyle
- Maryhill
- Roosevelt
- Trout Lake
- Wishram

Comunitats no incorporades
- Appleton
- Husum
- Wahkiacus

## Govern i política
Klickitat es troba al 3r districte del Congrés de Washington, que té un índex de votació de Cook Partisan R+4 i està representat pel republicà Jaime Herrera Beutler des de 2011. Al govern de l'estat, el comtat forma part del districte catorzè i està representat per la representant Gina McCabe. (R) i Norm Johnson (R) a la Cambra de Representants de Washington i Curtis King (R) al Senat de l'estat de Washington.
A les eleccions presidencials Klickitat té un paper de comtat de oscil·lant. El 1988 Michael Dukakis va guanyar el comtat amb un 49,15% dels vots. Richard Nixon (1960, 1972), Ronald Reagan, Bill Clinton i George W. Bush van guanyar el comtat dues vegades. El 2008 el demòcrata Barack Obama va guanyar el comtat de Klickitat sobre el republicà John McCain per només 21 vots o un percentatge del 48,85% a 48,64%. El 2012, el candidat republicà Mitt Romney va guanyar el comtat per un marge més gran que en les eleccions anteriors, amb un 51,74% dels vots en comparació amb el 44,75% del president Obama, i Donald Trump va duplicar el marge de Romney el 2016.